# HMS Shropshire
A HMS Shropshire (később HMAS Shropshire) a brit Királyi Haditengerészet egyik nehézcirkálója volt. A hajó a County-osztály London-alosztályába tartozott. Ez az egyedüli hajó, melyet az angliai Shropshire-ról neveztek el.
A Shropshire építését 1926. február 24-én kezdték a William Beardmore and Company dalmuiri hajógyárában, Skóciában. Vízrebocsátására 1928. július 5-én került sor. A hajó 1929. szeptember 12-ére lett teljesen kész. A második világháború kitöréséig a Shropshire a brit Földközi-tengeri flottában (British Mediterranean Fleet) szolgált.

## Háborús szolgálata és áthelyezése
A második világháború elején a Shropshire az Atlanti-óceán déli részén teljesített szolgálatot. Fő feladata a kereskedelmi hajók védelmezése volt. A Shropshire részt vett az Olasz Szomália elleni hadműveletben is.
Miután testvérhajója a HMAS Canberra 1942. augusztus 9-én elsüllyedt a savo-i csatában, a brit kormány a Shropshire-t Ausztráliába küldte, az elsüllyedt nehézcirkáló pótlására. 1943. április 20-án, Chatham-ben a hajó az Ausztrál Királyi Haditengerészet szolgálatába állt, HMAS Shropshire néven. A HMAS Shropshire később részt vett a Lingayen-öbölbeli, valamint a Surigao-szorosbeli csatában is.
1945. szeptember 2-án a Shropshire is a Tokiói-öbölben volt, mikor aláírták a japán kapitulációt.
A HMAS Shropshire egészen 1949. november 10-éig hadrendben állt, ezután a tartalék flottához került. 1954. július 16-án a hajót ócskavasként eladták a British Iron and Steel Corporationnek. 1954 októberében az Oostzee nevű, holland vontatóhajó  elvontatta Sydney-ből, majd 1955. január 20-án megérkezett Dalmuirba a szétbontás helyszínére.

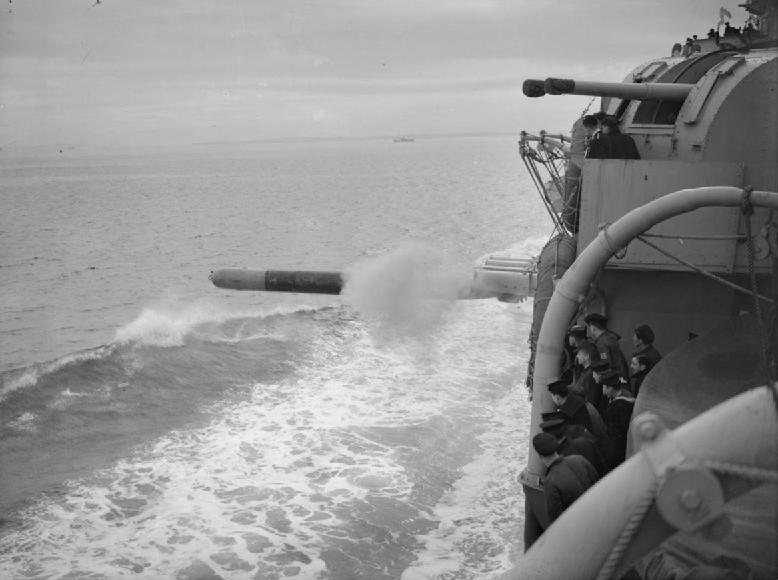
Az HMS Shropshire brit nehézcirkáló 1942. március 16-án torpedóndítás közben. A képen jól látható egyik kétágyús 102 mm-es Mk XVI. lövege.
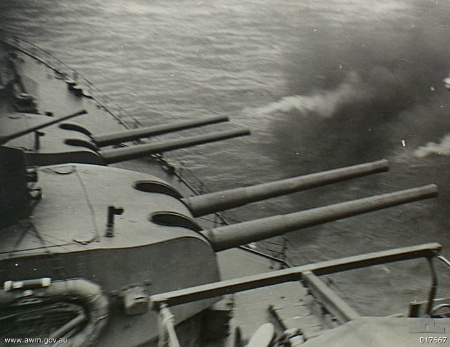
Az HMAS Shropshire ausztrál nehézcirkáló elülső 203 mm-es fő lövegtornyai Morotai ágyúzása közben 1944. szeptember 15-én.
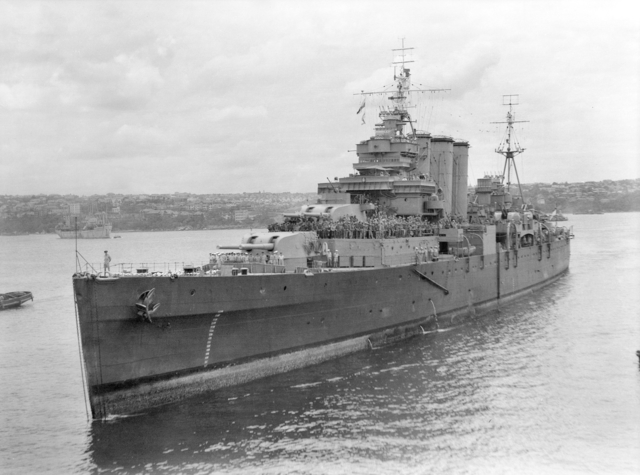
Az HMAS Shropshire ausztrál nehézcirkáló 1945. november 30-án, Sydney kikötőjében.

## Külső hivatkozások
- Az Ausztrál Királyi Haditengerészet HMAS Shrposhire-ról szóló oldala (Angol)
- A hajó története (Angol)